# Liste der Biografien/Mulb
Liste der Biografien |
Portal Biografien |
Personensuche
# |
A |
B |
C |
D |
E |
F |
G |
H |
I |
J |
K |
L |
M |
N |
O |
P |
Q |
R |
S |
T |
U |
V |
W |
X |
Y |
Z |
?
 
Ma |
Mb |
Mc |
Md |
Me |
Mf |
Mg |
Mh |
Mi |
Mj |
Mk |
Ml |
Mm |
Mn |
Mo |
Mp |
Mq |
Mr |
Ms |
Mt |
Mu |
Mv |
Mw |
Mx |
My |
Mz
 
Mua |
Mub |
Muc |
Mud |
Mue |
Muf |
Mug |
Muh |
Mui |
Muj |
Muk |
Mul |
Mum |
Mun |
Muo |
Mup |
Muq |
Mur |
Mus |
Mut |
Muu |
Muv |
Muw |
Mux |
Muy |
Muz
 
Mula |
Mulb |
Mulc |
Muld |
Mule |
Mulf |
Mulg |
Mulh |
Muli |
Mulj |
Mulk |
Mull |
Mulm |
Muln |
Mulo |
Mulr |
Muls |
Mult |
Mulu |
Mulv |
Mulw |
Muly |
Mulz
Die Liste der Biografien führt alle Personen auf, die in der deutschsprachigen Wikipedia einen Artikel haben. Dieses ist eine Teilliste mit 15 Einträgen von Personen, deren Namen mit den Buchstaben „Mulb“ beginnt.

## Mulb

### Mulbe
- Mülbe, Christoph Ludwig von der (1709–1780), preußischer Generalmajor
- Mülbe, Erich (1898–1976), deutscher Offizier, Historiker und Publizist
- Mülbe, Gustav von der (1831–1917), preußischer Generalleutnant
- Mülbe, Hans Christoph Ludwig von der (1748–1811), preußischer Generalmajor
- Mülbe, Otto von der (1801–1891), preußischer General der Infanterie
- Mülbe, Otto von der (1829–1916), preußischer Generalleutnant
- Mülbe, Wilhelm von der (1834–1909), preußischer Generalmajor
- Mülbe, Wolf-Heinrich von der (1879–1965), deutscher Autor und Übersetzer
- Mulberg, Johannes († 1414), Schweizer Dominikaner und Ordensreformator
- Mülberger, August (1822–1905), Landtagsabgeordneter Großherzogtum Hessen
- Mülberger, Ludwig Wilhelm (1784–1848), Landtagsabgeordneter Großherzogtum Hessen
- Mülberger, Max von (1859–1937), deutscher Jurist, Oberbürgermeister von Esslingen am Neckar
- Mülberger, Wilhelm (1818–1876), Landtagsabgeordneter Großherzogtum Hessen
- Mülberger, Wolfgang (1900–1983), deutscher Politiker (CDU), Oberbürgermeister von Tübingen
- Mülbert, Peter O. (* 1957), deutscher Rechtswissenschaftler und Hochschullehrer